# Захаров, Алексей Александрович (эпидемиолог)
Алексей Алекса́ндрович Заха́ров (1895 год, Валуйки, Российская империя — 3 октября 1938 года, Москва, СССР) — советский эпидемиолог, профессор.
С 1931 г. заведовал эпидемиологическим отделом Московского областного института инфекционных болезней им. И.И. Мечникова.

## Биография
Родился в 1895 году, в городе Валуйки Воронежской губернии. Летом 1917 года в Воронеже вступил в партию меньшевиков, но уже в августе вышел из неё. По окончании медицинского факультета Московского университета был распределён в г. Дмитров в качестве помощника санитарного врача.

### Карьера
Большая медицинская энциклопедия — Захаров Алексей Александрович:

Окончил мед. ф-т Московского ун-та в 1919 г.; с 1931 г. зав. эпидемиол. отделом Московского областного ин-та инфекционных болезней им. И. И. Мечникова, одновременно работал на кафедре эпидемиологии ЦИУ (с 1934 г.) и был консультантом Всесоюзной государственной санитарной инспекции по кишечным инфекциям.
Основные труды А. А. Захарова посвящены проблемам этиологии, иммунологии, эпидемиологии и профилактики бактерийных и вирусных инфекций.
Он изучал возможность применения для профилактики ассоциированной дифтерийно-скарлатинозной вакцины; дал сравнительную оценку методов профилактики кишечных инфекций; исследовал бациллоносительство при брюшном тифе, пищевые отравления бактериальной этиологии; выявил роль Salmonella cholerae suis (Bakt. suipestifer) в пищевых отравлениях и условия, в которых проявляется ее патогенное действие.
А. А. Захаров изучал также эпидемиологию холеры, сыпного тифа, забайкальского эпид. полиартрита и др.
Результаты его исследований были использованы при проведении противоэпид. мероприятий среди населения.

### Семья
В 1937 году Алексей Захаров женился на Ермольевой Зинаиде Виссарионовне, которая незадолго до этого развелась с Львом Зильбером, близким другом Захарова.

### Арест
20 февраля 1938 года Захаров был арестован по доносу о срыве научно-исследовательских и практических работ и проведении первого опыта по заражению колодцев бациллами брюшного тифа, что привело к вспышке этой болезни в г. Зарайске среди рабочих местной промышленности. Уже в марте он подписал показания, в которых сознавался, что «вместе с проф. О. О. Гартохом создал контрреволюционную организацию с целью убийства И. В. Сталина, шпионажа в пользу фашистской Германии, диверсионной работы в виде заражения в случае войны источников водоснабжения и вредительства на фронте борьбы с эпидемиями».
Осужден и расстрелян 3 октября 1938 года. Захоронен на Коммунарке. Реабилитирован в мае 1956 года.

## Некоторые сочинения
- Эпидемиологический очерк современной холеры, Профилакт. мед., № 7-8, с. 73, 1923 (совм, с Барыкиным В. А.);
- К эпидемиологии забайкальского эндемического полиартрита, Журн. микр. и иммун., т. 8, в. 2, с. 148, 1931 (совм, с Выгодчиковым Г. В.);
- Эпидемиологические наблюдения по сыпному тифу, там же, т. 10, в. 1-2, с. 106, 1933 (совм, с Орловым Г. А.);
- Влияние ультрафиолетовых лучей на течение экспериментальной эпизоотии В. breslau у белых мышей, Журн, микр., эпид, и иммун., т. 14, в. 6, с. 929, 1935 (совм, со Смирновым П.)[3].